# أورلاندو لوز
أورلاندو لوز (بالبرتغالية: Orlando Luz) هو لاعب كرة مضرب برازيلي، ولد في 8 فبراير 1998 في كارازينيو في البرازيل.

## وصلات خارجية
- أورلاندو لوز على موقع رابطة محترفي التنس (الإنجليزية)
- أورلاندو لوز على موقع الاتحاد الدولي لكرة المضرب (الإنجليزية)
- أورلاندو لوز على موقع كأس ديفيز (الإنجليزية)
- أورلاندو لوز على موقع خلاصة التنس.كوم (الإنجليزية)
- أورلاندو لوز على موقع إي إس بي إن.كوم (الإنجليزية)
- أورلاندو لوز على موقع أوليمبيديا (الإنجليزية)